# Emmanuelle Quertain
Emmanuelle Quertain (Ukkel, 1987) is een Belgische kunstschilderes en grafisch kunstenares. 
Zij woont en werkt in Brussel.

## Opleiding
Emmanelle Quertain behaalde in 2011 een master in de plastische, visuele en ruimtelijke kunsten aan de Ecole de Réserche Graphique in Brussel. In 2013 was ze te gast als artist in residence in het kunstencentrum Wiels in Brussel. In 2015 behaalde ze een doctoraat in de kunsten aan de UCL met het proefschrift  "De la peinture comme clarification intuitive". In 2021 volgde ze een residentie in het Frans Masereel Centrum waar ze zich specialiseerde in artistieke printtechnieken.

## Oeuvre

### Uitgangspunten
Emmanuelle Quertain onderzoekt de plaats van de schilderkunst in de hedendaagse digitale beeldcultuur. Haar uitgangspunt is dat de hedendaagse overvloed aan data en beelden voor verzadiging bij de toeschouwer zorgt, met gevolg dat hij zo veel te zien krijgt dat hij uiteindelijk niets meer ziet. Met haar werk wil ze daar een oplossing voor bieden.
Quertain is er tevens van overtuigd dat de schilderkunst moet bijdragen aan het maatschappelijk debat, los van de de persoonlijke mening van de kunstenaar.

### Techniek en stijl
Quertain tracht de overconsumptie van beelden te vertragen, zodat de toeschouwer wordt aangemoedigd om stil te staan bij de constructie en betekenis van beelden. Deze vertraging wil ze bereiken door middel van fragmentatie waarmee ze reeksen maakt. Door deze reeksen komt ze tegemoet aan de huidige "kijkgewoonten" die gebaseerd zijn op vluchtige herkenning van objecten en scènes zoals bomen, boeketten bloemen, dieren, gezichten en  landschappen. Quertain zet beelden van het internet over in aquarellen en olieverf op doek, hout en aluminium, of in grafische bewerkingen zoals prints. Ze schildert ze na in herkenbare vormen die naar het originele beeld verwijzen, zonder dat het echte kopieën zijn. In haar werk vallen de grenzen van prentkunst, schilderkunst, video, fotografie en kalligrafie weg.  Quertain geeft aan elk werk een eigen creatieve keuze van kleur en compositie. Zo wordt elk werk een fragment uit een opeenvolging van beelden die elk een element, tijdstip of aandachtspunt zijn van het geheel. In haar tentoonstellingen betrekt ze de ganse ruimte bij haar kunst. Deze opstelling en het groot aantal schilderijen in een reeks vragen een langdurige aandacht van de toeschouwer.

### Selectie
Met haar schilderijenreeks “Nouvelles” van 2017 transformeerde Quertain de tentoonstellingsruimte in de vorm van een krant met nieuwsitems, weerberichten, politieke commentaar, advertenties, reizen en diverse artikelen. Alle politieke strekkingen kwamen in de krant aan bod en waren met elkaar verbonden. Sommige werken waren geschilderd op basis van afbeeldingen van prins William en Kate Middleton en de Oekraïense pilote Nadja Savtsjenko.
In Krasj in Ninove bracht ze in 2018 een schilderijenreeks van 37 werken uit met de titel: "37 kinderen gedood in de periode tussen 5 juni en 21 november 2015"
De reeks "Virtual Proportions" uit 2019 confronteerde de toeschouwer met de gebrekkige kwaliteit van de beelden op sociale media.
De maatschappelijke rol van de schilderkunst kwam expliciet naar voor in de reeks "Two Positions in Painting" van 2022 over Zelensky en de oorlog in Oost-Oekraïne.
In 2023 bracht ze de reeks “My adress” uit. De titel verwees naar haar IP-adres. De tentoonstelling was een weergave van de zoekgeschiedenis op haar harde schijf en bestond uit 440 kleine aquarellen met titels, nieuwsberichten, selfies, advertenties, YouTube-fragmenten en verschillende weerberichten en weerkaarten, waarbij elk aquarel een pixel uitbeeldde.

## Erkenning
Emmanuelle Quertin was in 2013 laureate van de de ‘Young Artistic Talent Award 2012-2013’ van BNP Paribas Fortis.
In 2015 won ze de Prijs voor de Jonge Belgische Schilderkunst voor haar intimistische olieverfschilderijen op aluminium die volgens de jury "een tegengewicht vormden voor de overweldigende stroom beelden die de hedendaagse massamedia leveren".
Haar kunstboek "Mail Order Catalog" uit 2021, bestaande uit prints die gebundeld werden in de vorm van een postorder catalogus werd genomineerd voor de "Prix du livre d'artiste 2023".
Emmanuelle Quertain werd in 2025 geselecteerd als een van de hedendaagse toonaangevende kunstenaars in de overzichtstentoonstelling Painting after Painting in het SMAK in Gent. Ze is er met een compositie van 467 aquarellen aanwezig.

## Musea en collecties
- MAC’S (Musée des Arts Contemporains), Grand-Hornu[24]
- Cera-collectie, Leuven[25]
- Museum M, Leuven[5]
- Collectie Kasteel van Gaasbeek[7]
- Collectie Vlaamse Gemeenschap[5]

## Tentoonstellingen
Quertain had solotentoonstellingen bij Nagel Draxler in Keulen, Emergent in Veurne, Krieg in Hasselt, CC Strombeek en Project Room Galerie Baronian in Brussel.
Haar werk werd opgenomen in groepstentoonstellingen in onder andere het Bozar in Brussel, SMAK in Gent, Centre de la Gravure in La Louvière, KIOSK in Gent, het Kasteel van Gaasbeek, het Roger Raveelmuseum in  Machelen-aan-de-Leie, Z33 in Hasselt, het MHKA in Antwerpen en Museum M in Leuven.
- Gemeinsame Normdatei: 127065554X
- International Standard Name Identifier: 0000 0004 9730 4229
- Library of Congress Control Number: no2016079140
- Système universitaire de documentation: 270973192
- Virtual International Authority File: 665146936771113782113